# Jean Ier Restout
Pour les articles homonymes, voir Jean Ier et Restout.
Jean Restout, dit Jean Ier Restout ou Jean Restout le vieux, né à Caen le 15 novembre 1666 et mort à Rouen le 20 octobre 1702, est un peintre français.
Élève de son père Marc Restout (1616-1684), Jean Ier appartient à l’illustre famille des peintres Restout. Il avait épousé Magdeleine Jouvenet (v.1655-1698), sœur de Jean Jouvenet (1644-1717) dit le Grand.
Sa manière ressemblait tellement à celle de son beau-frère que nombre de ses tableaux ont été attribués à ce dernier.
Mort jeune, Jean Ier Restout est le père du plus célèbre des peintres de la dynastie des Restout, Jean II Restout (1692-1768).